# Storkärret, Västerbotten
Storkärret är en sjö i Skellefteå kommun i Västerbotten och ingår i Kågeälvens huvudavrinningsområde. Sjön har en area på 0,00636 kvadratkilometer och ligger 230,6 meter över havet. Storkärret ligger i Blylodmyran Natura 2000-område.

## Delavrinningsområde
Storkärret ingår i det delavrinningsområde (721150-171890) som SMHI kallar för Utloppet av Storkärret. Medelhöjden är 252 meter över havet och ytan är 0,22 kvadratkilometer. Det finns inga avrinningsområden uppströms utan avrinningsområdet är högsta punkten. Vattendraget som avvattnar avrinningsområdet har biflödesordning 3, vilket innebär att vattnet flödar genom totalt 3 vattendrag innan det når havet efter 37 kilometer. Avrinningsområdet består mestadels av skog (98 procent).